# Luzsnyiki Stadion
A Luzsnyiki Olimpiai Komplexum Nagy Sportarénája (oroszul: Большая спортивная арена Олимпийского комплекса Лужники; röviden: Luzsnyiki Stadion, 1992-ig: Központi Lenin Stadion) Oroszország és a volt Szovjetunió legnagyobb stadionja. Az eredetileg teljes egészében szocreál stílusú aréna egyike a világ legnagyobb és legmodernebb sportlétesítményeinek, ezért az UEFA 1999 májusában 5 csillaggal tüntette ki. Habár napjainkra jórészt átépült, de a jellegzetes és monumentális szocreál főhomlokzat a mai napig meghatározza a létesítmény hangulatát, amelyet jórészt ennek köszönhetően a világ egyik legszebb sportarénájának tartanak napjainkban is. 
A stadion otthont adott már a világ két legnagyobb sporteseményének, hiszen az 1980-as moszkvai olimpia és a 2018-as labdarúgó-világbajnokság központi létesítménye volt.

## Története
A stadiont 1956. július 31-én adták át. A pálya a Moszkva folyó partján, egy korábban beépítetlen helyen épült fel, mintegy 10 kilométernyire nyugatra a város központjától. A pályaavató labdarúgó mérkőzést a szovjet és a kínai válogatott játszotta, amelyen a Szovjetunió 1-0-s győzelmet aratott. 1957-ben a stadionban rendezték a jégkorong-világbajnokság döntőjét. A jégkorong történetében máig rekordnak számító 55 000 néző láthatta, ahogy Svédország az utolsó percekben egyenlített a szovjetek ellen, és ezzel megszerezte a világbajnoki címet.

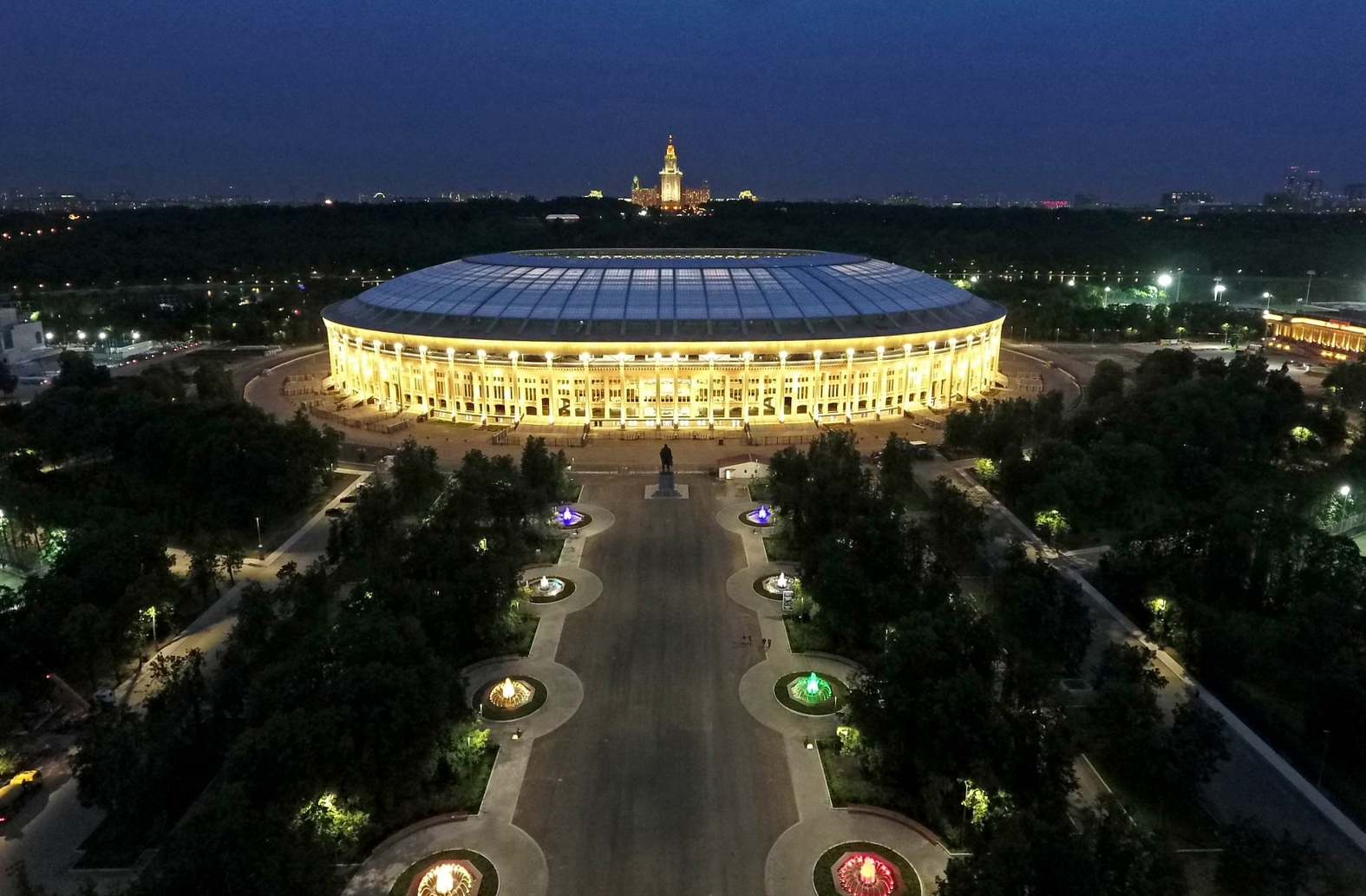
A stadion, háttérben az Állami Egyetem főépülete a Veréb-hegyen

Moszkva 1974-ben nyerte el az 1980. évi nyári olimpiai játékok rendezési jogát. A sikeres pályázatot követően született döntés a szovjet főváros reprezentatív, 103 000 főt befogadni képes stadionjává történő átalakításról. A teljes nézőteret befedték, a lelátókat megnagyobbították. A stadion modernizációja nem sokkal a moszkvai olimpia megnyitója előtt fejeződött be, itt tartották a játékok nyitó- és záróünnepségeit, egyes atlétikai versenyszámokat és a labdarúgás döntőjét. A stadion az olimpia után a szovjet válogatottat és az európai kupákban szereplő moszkvai csapatokat szolgálta.
A Luzsnyiki Stadionban történt 1982. október 20-án az európai labdarúgás egyik legmegrázóbb eseménye. Az UEFA-Kupában a holland HFC Haarlem és a Szpartak Moszkva összecsapása zajlott. A mérkőzés 90. percében az 1-0-ra vezető Szpartak újabb gólt szerzett. A gól hírére a már hazafelé induló szurkolók visszaözönlöttek a stadionba. A stadion folyosóin kitört pánikban rengeteg embert agyontapostak, többen megfulladtak a tömeg nyomása alatt. A Luzsnyiki-katasztrófában hivatalos adatok szerint 66 szurkoló veszítette életét.
1989-ben a stadionban a Moszkvai Békefesztivál keretében először hallgathatták a moszkvaiak a Bon Jovi, a Scorpions és más nyugati zenekarok koncertjeit. Ekkorra azonban a stadion már nem számított a legkorszerűbbek közé, ezért 1994-ben modernizációs programba kezdtek. Megszüntették az állóhelyeket, a nézőtéren csak sorszámozott székek maradhattak. A lehetséges nézőszámot 84 864-re csökkentették és 1450 Luxra növelték az éjjeli világítás fényerejét. Az átépítés nyomán a Luzsnyiki lett Kelet-Európa legmodernebb labdarúgó stadionja.
Napjainkban a Szpartak Moszkva és a Torpedo Moszkva játssza a Luzsnyikiban a hazai mérkőzéseit és – bár egyre csökkenő gyakorisággal – fellép itt az orosz válogatott is. 2008. május 21-én itt rendezték a Bajnokok Ligája döntőjét.

### A stadionban játszott jelentős mérkőzések
| Dátum              | Esemény      | Forduló | Csapat 1          |     | Csapat 2            | Eredmény                     |
| ------------------ | ------------ | ------- | ----------------- | --- | ------------------- | ---------------------------- |
| 1980. augusztus 2. | Olimpia 1980 | Döntő   | NDK               | Vs. | Csehszlovákia       | 1 – 0                        |
| 1999. május 12.    | UEFA-kupa    | Döntő   | AC Parma          | Vs. | Olympique Marseille | 3 – 0                        |
| 2008. május 21.    | BL           | Döntő   | Manchester United | Vs. | Chelsea             | 1 – 1 hu.:1 – 1 bünt.: 6 – 5 |

### A Luzsnyiki Stadion mérkőzései a 2018-as labdarúgó-világbajnokságon
| 2018. június 14. 18:00 (17:00) |

| Oroszország                                                | 5–0               | Szaúd-Arábia |
| ---------------------------------------------------------- | ----------------- | ------------ |
| Gazinszkij 12' Cserisev 43' 90+1' Dzjuba 71' Golovin 90+4' | (2–0) Jegyzőkönyv |              |

| Luzsnyiki Stadion, Moszkva Nézőszám: 78 011 Játékvezető: Néstor Pitana (argentin) |

| 2018. június 17. 18:00 (17:00) |

| Németország | 0–1               | Mexikó     |
| ----------- | ----------------- | ---------- |
|             | (0–1) Jegyzőkönyv | Lozano 35' |

| Luzsnyiki Stadion, Moszkva Nézőszám: 78 011 Játékvezető: Alirezá Fagáni (iráni) |

| 2018. június 20. 15:00 (14:00) |

| Portugália | 1–0               | Marokkó |
| ---------- | ----------------- | ------- |
| Ronaldo 4' | (1–0) Jegyzőkönyv |         |

| Luzsnyiki Stadion, Moszkva Nézőszám: 78 011 Játékvezető: Mark Geiger (amerikai) |

| 2018. június 26. 17:00 (16:00) |

| Dánia | 0–0         | Franciaország |
| ----- | ----------- | ------------- |
|       | Jegyzőkönyv |               |

| Luzsnyiki Stadion, Moszkva Nézőszám: 78 011 Játékvezető: Sandro Ricci (brazil) |

| 2018. július 1. 17:00 (16:00) |

| Spanyolország                  | 1–1 (h. u.)                 | Oroszország                         |
| ------------------------------ | --------------------------- | ----------------------------------- |
| Ignasevics 12' (öngól)         | (1–1, 1–1, 1–1) Jegyzőkönyv | Dzjuba 41' (11-esből)               |
| Büntetőpárbaj                  |                             |                                     |
| Iniesta Piqué Koke Ramos Aspas | 3–4                         | Szmolov Ignasevics Golovin Cserisev |

| Luzsnyiki Stadion, Moszkva Nézőszám: 78 011 Játékvezető: Björn Kuipers (holland) |

| 2018. július 11. 21:00 (20:00) |

| Horvátország               | 2–1 (h. u.)                 | Anglia      |
| -------------------------- | --------------------------- | ----------- |
| Perišić 68' Mandžukić 109' | (0–1, 1–1, 1–1) Jegyzőkönyv | Trippier 5' |

| Luzsnyiki Stadion, Moszkva Nézőszám: 78 011 Játékvezető: Cüneyt Çakır (török) |

| 2018. július 15. 18:00 (17:00) |

| Franciaország                                                       | 4–2               | Horvátország              |
| ------------------------------------------------------------------- | ----------------- | ------------------------- |
| Mandžukić 18' (öngól) Griezmann 38' (11-esből) Pogba 59' Mbappé 65' | (2–1) Jegyzőkönyv | Perišić 28' Mandžukić 69' |

| Luzsnyiki Stadion, Moszkva Nézőszám: 78 011 Játékvezető: Néstor Pitana (argentin) |

## Közlekedés
A város központjához közel fekvő stadion kitűnően megközelíthető tömegközlekedési eszközökkel. Két metróállomás is volt a közelében már évtizedek óta, a Szportyivnaja és a Vorobjovi gori, mindkettő a Szokolnyicseszkaja vonalon, de 2016-ban, a 2018-as labdarúgó-világbajnokság közeledtével átadtak egy harmadik nagy állomást is Luzsnyiki néven az újonnan átépített moszkvai belső vasúti körgyűrű vonalán, mely utóbbi a metró kezelésében működik és a piros 14-es jelzést viseli.